# ارنست بنیستر
ارنست بنیستر (انگلیسی: Ernest Bannister؛ زادهٔ ۱۸۸۳ - درگذشته نامعلوم) بازیکن فوتبال اهل انگلستان بود.
از باشگاه‌هایی که در آن بازی کرده‌است می‌توان به باشگاه فوتبال باکستون اشاره کرد.